# 網景 (瀏覽器)
网景（英語：Netscape）是網景公司推出的一系列网页浏览器通稱，每個版本的英文名稱略有不同。
就市場佔有率來說，網景的網頁瀏覽器曾佔首位，但在第一次瀏覽器大戰中被微軟的Internet Explorer所擊敗。網景全盛時期，其瀏覽器均有官方中文譯名，且是中文介面。但後期，網景公司已沒有顧及中文用戶，例如Netscape 6或以上的版本沒有官方中文譯名，而Netscape Browser更只有英文介面。
2007年12月29日，美國線上由於決定轉型為廣告商，宣布2008年2月1日起不再為網景瀏覽器提供研發、技術支援與安全更新。

## 基於Netscape開發

### Netscape Navigator（1.0~3.0版本）

Netscape 1.2執行於Windows 3.1

Netscape Navigator（中譯「網景領航員」或「網景導航者」）是1.0至4.08版本的名稱。1994年，發佈第一款Beta版，原稱為Mosaic Netscape，後因為和NCSA Mosaic開發者NCSA之間的法律問題，改稱為Netscape Navigator。公司名稱亦由「Mosaic Communications Corporation」，改為「Netscape Communications Corporation」。
當時，瀏覽器是最先進的，因此亦立時獲得重大成功。雖然仍是測試版本，已成為市場的領導者。網景領航員的功能和市場佔有率，在1.0版推出之前飆升。之後，2.0版增加了一個全面的電郵閱讀器，名為Netscape Mail。這亦把網景領航員由單純的網頁瀏覽器，轉變成一個更全面的網絡套裝。
網景領航員3.0版本推出之際（3.0的第一個Beta版的開發代號為「Atlas」），首次面對微軟Internet Explorer 3競爭。不過，網景仍能輕易應付，維持領先的地位。

### Netscape Communicator（4.0~4.8版本）

Netscape Communicator 4.0

在此之前，網景領航員既是整個軟體的名字，亦是程式套件中的瀏覽器名字，故引起一些混亂，所以4.0版時，Netscape Navigator改名為Netscape Communicator（中譯「網景通訊家」）。
在1996年至1997年期間，網景發佈了5款套裝的預覽版。1997年6月，最終版網景通訊家4.0正式推出市場，新版本中雖然或多或少，基於網景領航員3的原始碼，亦更新和增加了新功能，儘管相較於Internet Explorer 4，擁有較好的HTML引擎，但程式本身的核心日益過時。當時網景通訊家4.0仍然是一款廣為使用的軟件，其中包含Netscape Navigator、Netscape Mail & Newsgroups、Netscape Address Book和Netscape Composer。
1998年1月，網景通訊公司公佈旗下所有軟件以後的版本皆為免費，並由開放原始碼的組織（Mozilla）開發。網景通訊家5.0的開發代號為「Grommit」，可是遲遲沒有推出，通訊家的效能日漸過時。同時，Internet Explorer 4對HTML 4、CSS 1、DOM Level 1和JScript的支援越來越好，後來Internet Explorer 5更成為市場的領導者。
1998年10月，網景通訊家4.5版發佈，改善了好幾個功能，以合併電子信件客戶端和新聞群組的「Mail and Newsgroups」最為重要。不過瀏覽器的核心依然沒有改變，功能與4.08相同。一個月後（1998年11月），網景通訊公司被美國線上收購。

## 基於Mozilla Application Suite開發

### Netscape（6.0~6.2.3版本）
1998年，非正式團體——Mozilla組織（Mozilla Organization）成立。Mozilla組織的財政，由網景支持（大部分開發人員，是由網景公司付薪的）。Mozilla組織成立的最初目的，是協調Netscape 5的開發，不過由於Netscape 5的原始碼過於老舊難以維護，至1998年11月，才決定重新編寫全新的次世代網絡套裝，即Mozilla Application Suite。Netscape 6是基於Mozilla Application Suite 0.6開發的，不過加入了少量美國線上獨有的部分。
這個決定，使新版本延遲許久才發佈。因網頁標準計劃施壓，網景被迫在2000年推出Netscape 6。與之前相似的，是套裝，包含了領航員和其他通訊家元件。另外，亦包含了AOL Instant Messenger和Netscape Instant Messenger客戶端。不過，Netscape 6明顯未準備好，就推出市場。它所基於的Mozilla Application Suite 0.6，有許多嚴重程式錯誤，可導致頻繁當機、或載入頁面渲染緩慢；而開發外掛模組的廠商減少，市場佔有率幾乎沒有回復。雖然之後的版本改善不少，卻不能挽回使用者的信心。

### Netscape（7.0~7.2版本）
2002年，Netscape 7發佈，基於Mozilla Suite 1.0.1，有相似於Netscape 6的元件。Netscape 7雖然吸引到一些使用者，但仍是少數人所使用的瀏覽器。加上與Mozilla Suite競爭，亦進一步降低Netscape佔有率。而且Netscape 7除去了原有的阻擋彈出式廣告功能，引起使用者強烈不滿。到Netscape 7.01，才回復阻擋彈出式廣告功能。2003年6月30日，Netscape 7.1（開發代號Buffy，基於Mozilla Suite 1.4）發佈，媒體報導，此為最後一個以Netscape名稱發布的版本。及後，立即有聯署簽名，希望繼續開發Netscape。
2003年，美國線上關閉它的網景部門，並解僱網景員工，又或調職。不過，Mozilla組織改名為Mozilla基金會，延攬了許多前網景員工。美國線上繼續內部開發網景瀏覽器，但沒有專職的員工，故AOL版網景瀏覽器，改善很少。
2004年8月，最後一個基於Mozilla Suite的Netscape套裝推出—Netscape 7.2（基於Mozilla Suite 1.7.2）。

## 基於Mozilla Firefox開發

### Netscape Browser（8.0~8.1.3版本）
網景的版本名稱改名為Netscape Browser。美國線上選擇將Netscape Browser，建基於比較成功的Mozilla Firefox。因此，Netscape Browser不再追求成為「全面網絡套裝」，而是回到初衷——網頁瀏覽器。另一項爭議的決定是，Netscape Browser只有Windows版本，而且使用雙排版引擎——Internet Explorer核心（Trident）和Mozilla Firefox核心（Gecko）。
由於數年前網景解散，大眾對於把Netscape Browser交由加拿大外包商Mercurial Communications製作此事也不感到驚訝。
2007年4月2日發布的最終版本Netscape Browser 8.1.3版，修正了8.0至8.1.2的各種程式錯誤。

### Netscape Navigator（9.0版本）
2007年1月23日，網景確定Netscape Browser 8系列將由第9版取代。新版本更配合當時的Netscape.com社群，包含改善討論、提交和投票的方法。它又回復跨平台功能——支持Windows、Linux和Mac OS X。和Netscape Browser 8相似，新版本繼續基於Mozilla Firefox 2.0，以及支持Firefox的附加元件和外掛程式。其實，自2004年開始，該新版本瀏覽器已由Netscape內部員工編寫。新版瀏覽器，回用網景系列最初名稱：Netscape Navigator（網景領航員）。
Netscape Navigator 9最終正式版於2007年10月15日推出，後續不斷地有各種安全性更新。
在2008年初，美國線上決定停止網景瀏覽器的開發，並於2008年3月1日停止安全更新和所有的技術支援，並建議用戶轉移使用Flock或Mozilla Firefox瀏覽器。